# Кобулети
Кобулети (груз. ქობულეთი) е град (от 1944 г.) в Аджария, Грузия.
Разположен е на източния бряг на Черно море, 21 км северно от Батуми. Населението му към 2014 г. е 16 546 души.